# Радманович, Станиша
Стани́ша Радма́нович (серб. Станиша Радмановић / Staniša Radmanović; 1940—2010) — сербский югославский гребец-байдарочник, выступал за сборную Югославии на всём протяжении 1960-х годов. Участник трёх летних Олимпийских игр, участник многих международных регат, многократный победитель регат национального значения. Также известен как тренер по гребле на байдарках и каноэ, основатель гребного клуба «Филип Вишнич» в Вишничево.

## Биография
Станиша Радманович родился 8 октября 1940 года в городе Сремска-Митровица автономного края Воеводина, Югославия. Активно заниматься греблей начал в возрасте одиннадцати лет, проходил подготовку в местном спортивном клубе «Вал». Первого серьёзного успеха добился уже в 1953 году, когда стал чемпионом Югославии в одиночках на пятистах метрах в своей возрастной категории.
Благодаря череде удачных выступлений удостоился права защищать честь страны на летних Олимпийских играх 1960 года в Риме, стартовал здесь в зачёте двухместных байдарок на дистанции 1000 метров вместе с напарником Радованом Божином — они финишировали пятыми в предварительном квалификационном этапе, затем стали вторыми в дополнительном утешительном заезде и попали тем самым в полуфинальную стадию, где в итоге пришли к финишу четвёртыми.
В 1964 году Радманович принимал участие в Олимпийских играх в Токио, выступал в составе четырёхместного экипажа на километровой дистанции совместно с Драганом Десанчичем, Владимиром Игнятиевичем и Александаром Керчовым. Их четвёрка финишировала третьей в стартовом заезде и тем самым сразу пробилась в полуфинал. В полуфинальной стадии югославы показали второй результат, уступив лишь экипажу из Румынии, тогда как в решающем финальном заезде стали предпоследними восьмыми, отстав от победившей команды СССР более чем на пять секунд. Также Радманович с Керчовым должны были выступить в двойках на тысяче метрах, но по неизвестной причине не вышли на старт.
Будучи одним из лидеров гребной команды Югославии, Станиша Радманович благополучно прошёл отбор на Олимпийские игры 1968 года в Мехико, на сей раз выступал в двойках на тысяче метрах вместе с новым партнёром Златомиром Шувачки — они со второго места квалифицировались на предварительном этапе, после чего на стадии полуфиналов стали лишь четвёртыми и не попали, таким образом, в финал.
Впоследствии Радманович продолжал участвовать в различных соревнованиях по гребле на байдарках и каноэ вплоть до 1985 года. За свою долгую спортивную карьеру он в общей сложности 21 раз становился чемпионом Югославии в разных гребных дисциплинах, выступал на 22 международных регатах, в том числе неоднократно принимал участие в зачётах чемпионатов мира, Европы и Балкан. Одновременно со спортивной карьерой начиная с 1963 года занимался тренерской деятельностью, работал тренером в своём родном клубе «Вал» в Сремска-Митровице, занимал должность старшего тренера национальной сборной Югославии по гребле, в частности возил югославскую команду на Олимпийские игры 1972 года в Мюнхене. В 1993 году основал в Вишничево гребной клуб «Филип Вишнич», подготовил здесь многих талантливых спортсменов.
Умер 21 января 2010 года в возрасте 69 лет. Ежегодно в Вишнечево проходит международная мемориальная регата памяти Станишы Радмановича.